# Megacyllene lanei
Megacyllene lanei es una especie de escarabajo longicornio del género Megacyllene, tribu Clytini, subfamilia Cerambycinae. Fue descrita científicamente por Tippmann en 1953.

## Descripción
Mide 12,7-14 milímetros de longitud.

## Distribución
Se distribuye por Brasil.